# Sebastian Unger (Jurist)
Sebastian Unger (* 1975 in Köln) ist ein deutscher Jurist und Hochschullehrer an der Ruhr-Universität Bochum.

## Leben
Nach dem Abitur 1995 am Norbert-Gymnasium Knechtsteden begann Unger zunächst ein Studium der Architektur an der RWTH Aachen. 1997 wechselte er das Studienfach und begann ein Studium der Rechtswissenschaften an der Universität Passau. Dort legte er 2002 sein Erstes Juristisches Staatsexamen ab. Im Anschluss war er wissenschaftlicher Mitarbeiter, später Akademischer Rat bei Peter M. Huber an der Universität München. Nach seinem Referendariat im Bereich des Oberlandesgerichts München und dem Zweiten Staatsexamen 2007 wurde Unger im selben Jahr von der Juristischen Fakultät der Universität München promoviert. Betreuer der Arbeit war Peter M. Huber. Im Sommersemester 2014 habilitierte sich Unger in München bei Huber und erhielt die Lehrbefugnis für die Fächer Staats- und Verwaltungsrecht, Europarecht, Steuerrecht und Rechtstheorie.
Im Sommersemester 2014 vertrat Unger den Lehrstuhl von Wolfgang Kahl an der Universität Heidelberg, anschließend eine Professur für Öffentliches Recht an der Universität Bochum. Seit dem Wintersemester 2015/2016 ist Unger Inhaber einer Professur für Öffentliches Recht an der Universität Bochum.

## Veröffentlichungen (Auswahl)
- Das Verfassungsprinzip der Demokratie. Normstruktur und Norminhalt des grundgesetzlichen Demokratieprinzips. Mohr Siebeck, Tübingen 2008, ISBN 978-3-16-149583-0 (Dissertation).
- Peter M. Huber & Sebastian Unger: Die Weiterentwicklung des Risikostrukturausgleichs in der Gesetzlichen Krankenversicherung durch das GKV-WSG: Verfassungs-, verwaltungs- und sozialrechtliche Anforderungen. Peter Lang, Frankfurt am Main 2011, ISBN 978-3-631-60075-7.
- Wettbewerbsverwaltung. Mohr Siebeck, Tübingen (für 2017 geplant; Habilitationsschrift).